# Serie A1 2004-2005 (pallacanestro femminile)
Il campionato di Serie A1 di pallacanestro femminile 2004-2005 è stato il settantaquattresimo organizzato in Italia.
È stato vinto dalla Famila Schio (prima volta nella sua storia) nella finale dei play-off contro il Penta Faenza.

## Stagione

### Novità
Nella stagione precedente Virtus Viterbo e Juvenilia R. Emilia sono retrocesse in Serie A2. Il loro posto è stato preso dalle promosse B.C. Bolzano e Mercede Alghero, entrambe all'esordio in massima serie.

### Formula
Le sedici squadre partecipanti alla massima divisione si sono incontrate in un girone all'italiana con partite di andata e ritorno. Le prime otto classificate hanno avuto accesso ai play-off per lo scudetto, mentre quelle classificatesi tra l'12º e il 15º posto hanno preso parte ai play-out per una retrocessione; l'ultima è retrocessa direttamente in Serie A2.
Si è disputato l'Opening day, turno che inaugura il campionato, il 17 ottobre 2004 in due impianti di La Spezia.

## Squadre partecipanti
| Squadra           | Stagione | Città                | Palazzetto                   | Stagione precedente                                     |
| ----------------- | -------- | -------------------- | ---------------------------- | ------------------------------------------------------- |
| Delta Alessandria | dettagli | Alessandria          | PalaCima                     | 5º posto nel Girone A di Serie A1                       |
| Mercede Alghero   | dettagli | Alghero (SS)         | PalaCorbia                   | 5º posto nel Girone B di Serie A2, promossa ai play-off |
| B.C. Bolzano      | dettagli | Bolzano              | PalaSport Paola Mazzali      | 1º posto nel Girone A di Serie A2, promosso ai play-off |
| CUS Chieti        | dettagli | Chieti               | PalaSport                    | 6º posto nel Girone B di Serie A1                       |
| Pool Comense      | dettagli | Como                 | PalaSampietro                | 2º posto nel Girone A di Serie A1, campione in carica   |
| C.A. Faenza       | dettagli | Faenza (RA)          | PalaBubani                   | 4º posto nel Girone A di Serie A1                       |
| Pantere           | dettagli | Maddaloni (CE)       | Palazzetto                   | 7º posto nel Girone B di Serie A1                       |
| Napoli Vomero     | dettagli | Napoli               | PalaBarbuto                  | 3º posto nel Girone B di Serie A1                       |
| Basket Parma      | dettagli | Parma                | PalaCiti                     | 1º posto nel Girone A di Serie A1                       |
| Trogylos Priolo   | dettagli | Priolo Gargallo (SR) | PalaAcer                     | 7º posto nel Girone A di Serie A1                       |
| Pall. Ribera      | dettagli | Ribera (AG)          | PalaTornambè                 | 6º posto nel Girone A di Serie A1                       |
| Rovereto Basket   | dettagli | Rovereto (TN)        | PalaRovereto                 | 3º posto nel Girone A di Serie A1                       |
| Pall. Schio       | dettagli | Schio (VI)           | PalaCampagnola               | 1º posto nel Girone B di Serie A1                       |
| Bk. Spezia Club   | dettagli | La Spezia            | Palasprint                   | 2º posto nel Girone B di Serie A1                       |
| Taranto Cras      | dettagli | Taranto              | PalaMazzola                  | 5º posto nel Girone B di Serie A1                       |
| Reyer Venezia     | dettagli | Venezia              | Palasport Taliercio (Mestre) | 4º posto nel Girone B di Serie A1                       |

## Stagione regolare

### Classifica
|  | Pos. | Squadra                 | Pt | G  | V  | P  | PtF  | PtS  | Diff. | CD  |
|  | ---- | ----------------------- | -- | -- | -- | -- | ---- | ---- | ----- | --- |
|  | 1.   | Phard Napoli            | 50 | 30 | 25 | 5  | 2256 | 1861 | +395  | +8  |
|  | 2.   | Famila Schio            | 50 | 30 | 25 | 5  | 2299 | 1879 | +420  | -8  |
|  | 3.   | Meverin Parma           | 46 | 30 | 23 | 7  | 2250 | 2134 | +116  |     |
|  | 4.   | Penta Faenza            | 44 | 30 | 22 | 8  | 2177 | 1925 | +252  |     |
|  | 5.   | Pool Comense            | 40 | 30 | 20 | 10 | 2057 | 1827 | +230  |     |
|  | 6.   | Umana Venezia           | 34 | 30 | 17 | 13 | 2040 | 1960 | +80   | 2-0 |
|  | 7.   | Acer Priolo             | 34 | 30 | 17 | 13 | 2162 | 2058 | +104  | 0-2 |
|  | 8.   | Pasta Ambra Taranto     | 32 | 30 | 16 | 14 | 2046 | 2025 | +21   | +2  |
|  | 9.   | Bk. Spezia Club         | 32 | 30 | 16 | 14 | 2142 | 1994 | +148  | -2  |
|  | 10.  | Popolare Rovereto       | 28 | 30 | 14 | 16 | 2195 | 2108 | +87   |     |
|  | 11.  | Banco di Sicilia Ribera | 24 | 30 | 12 | 18 | 2072 | 2172 | -100  |     |
|  | 12.  | Carichieti Chieti       | 22 | 30 | 11 | 19 | 2067 | 2192 | -125  |     |
|  | 13.  | Coconuda Maddaloni      | 20 | 30 | 10 | 20 | 1975 | 2128 | -153  |     |
|  | 14.  | Terra Sarda Alghero     | 16 | 30 | 8  | 22 | 1949 | 2212 | -263  |     |
|  | 15.  | Profexional Bolzano     | 6  | 30 | 3  | 27 | 1778 | 2264 | -486  |     |
|  | 16.  | Copra Alessandria (-1)  | 1  | 30 | 1  | 29 | 1779 | 2505 | -726  |     |

Legenda:
      Campionessa d'Italia.
      Ammesse ai play-off scudetto.
      Ammesse ai play-out.
  Ammesse ai play-off o ai play-out.
 Retrocessa dopo i play-out.
      Retrocessa in Serie A2.
Regolamento:
Due punti a vittoria, zero a sconfitta.
In caso di parità di punteggio, contano gli scontri diretti e la classifica avulsa.
Note:
L'Alessandria ha scontato 1 punto di penalizzazione
|               | PRI    | RIB   | CHI   | MAD   | COM   | ALE    | SCH    | FAE   | PAR   | TAR   | NAP   | BOL    | ROV    | LSP   | ALG   | VEN   |
| ------------- | ------ | ----- | ----- | ----- | ----- | ------ | ------ | ----- | ----- | ----- | ----- | ------ | ------ | ----- | ----- | ----- |
| Priolo        |        | 78–64 | 88–72 | 72–56 | 68–70 | 99–65  | 79–75  | 62–53 | 71–55 | 86–93 | 67–76 | 68–53  | 79–63  | 68–67 | 69–50 | 67–85 |
| Ribera        | 55–65  |       | 93–79 | 62–65 | 82–72 | 76–70  | 77–71  | 68–62 | 77–78 | 83–85 | 72–76 | 71–47  | 70–66  | 64–72 | 74–65 | 75–51 |
| CUS Chieti    | 86–57  | 72–57 |       | 66–51 | 62–64 | 83–65  | 59–61  | 62–90 | 60–68 | 76–84 | 47–67 | 66–57  | 73–72  | 69–61 | 86–72 | 58–70 |
| Maddaloni     | 86–79  | 67–73 | 79–61 |       | 54–73 | 80–30  | 58–70  | 69–78 | 72–79 | 77–75 | 56–78 | 75–55  | 74–69  | 69–75 | 67–66 | 68–90 |
| Comense       | 74–60  | 75–56 | 94–72 | 86–71 |       | 98–53  | 62–70  | 56–58 | 67–69 | 52–47 | 61–72 | 78–53  | 77–54  | 64–50 | 65–48 | 72–56 |
| Alessandria   | 60–101 | 69–83 | 60–84 | 84–55 | 55–70 |        | 49–105 | 69–71 | 72–82 | 69–77 | 49–81 | 76–79  | 56–106 | 70–89 | 88–93 | 67–84 |
| Schio         | 80–76  | 80–61 | 72–54 | 75–64 | 75–51 | 94–49  |        | 72–65 | 69–81 | 72–63 | 69–65 | 95–46  | 62–54  | 82–62 | 99–65 | 83–55 |
| Faenza        | 73–68  | 76–54 | 76–61 | 89–60 | 67–57 | 102–61 | 72–67  |       | 74–64 | 69–60 | 65–63 | 83–57  | 87–79  | 61–72 | 79–42 | 71–54 |
| Parma         | 80–85  | 90–67 | 75–65 | 72–61 | 63–61 | 61–59  | 64–77  | 83–70 |       | 70–60 | 83–73 | 74–68  | 74–73  | 67–87 | 94–62 | 92–83 |
| Taranto       | 63–59  | 67–55 | 66–57 | 64–54 | 67–72 | 66–53  | 68–81  | 78–66 | 72–85 |       | 59–72 | 75–43  | 73–68  | 60–48 | 79–76 | 62–72 |
| Napoli Vomero | 77–63  | 79–64 | 90–75 | 81–60 | 66–54 | 102–64 | 74–62  | 73–52 | 94–72 | 67–54 |       | 76–46  | 73–56  | 76–63 | 81–72 | 61–48 |
| BC Bolzano    | 65–74  | 69–78 | 62–70 | 51–67 | 50–69 | 79–68  | 49–69  | 55–82 | 67–79 | 69–85 | 43–52 |        | 69–65  | 78–82 | 60–72 | 54–74 |
| Rovereto      | 64–60  | 87–48 | 99–96 | 62–57 | 58–81 | 84–59  | 62–90  | 76–69 | 87–77 | 66–51 | 87–78 | 90–64  |        | 85–69 | 71–74 | 69–49 |
| Spezia        | 60–62  | 81–71 | 83–61 | 74–62 | 54–57 | 106–52 | 78–84  | 68–69 | 67–74 | 64–54 | 52–75 | 102–59 | 81–80  |       | 86–49 | 64–41 |
| Alghero       | 63–69  | 95–91 | 80–85 | 63–73 | 50–66 | 20–0   | 54–68  | 61–76 | 68–71 | 74–67 | 84–75 | 74–72  | 67–79  | 67–74 |       | 73–75 |
| Venezia       | 75–63  | 63–51 | 79–50 | 76–68 | 67–59 | 95–38  | 63–70  | 54–72 | 66–74 | 70–72 | 62–83 | 75–59  | 71–64  | 64–51 | 73–50 |       |

## Play-off
|  | Quarti di finale | Quarti di finale    | Quarti di finale    | Quarti di finale | Quarti di finale |  |  | Semifinali | Semifinali      | Semifinali      | Semifinali   | Semifinali |    |    | Finali | Finali          | Finali | Finali | Finali |  |
|  |                  |                     |                     |                  |                  |  |  |            |                 |                 |              |            |    |    |        |                 |        |        |        |  |
|  | 1                | Phard Napoli        | Phard Napoli        | 81               | 71               |  |  |            |                 |                 |              |            |    |    |        |                 |        |        |        |  |
|  | 8                | Pasta Ambra Taranto | Pasta Ambra Taranto | 59               | 53               |  |  | 1          | Phard Napoli    | Phard Napoli    | 66           | 58         |    |    |        |                 |        |        |        |  |
|  | 4                | HS Penta Faenza     | 55                  | 59               | 73               |  |  | 4          | HS Penta Faenza | HS Penta Faenza | 77           | 67         |    |    |        |                 |        |        |        |  |
|  | 5                | Pool Comense        | 52                  | 70               | 65               |  |  |            |                 |                 |              |            |    |    | 4      | HS Penta Faenza | 78     | 55     | 60     |  |
|  | 2                | Famila Schio        | Famila Schio        | 70               | 78               |  |  |            |                 | 2               | Famila Schio | 82         | 63 | 69 |        |                 |        |        |        |  |
|  | 7                | Acer Priolo         | Acer Priolo         | 64               | 75               |  |  | 2          | Famila Schio    | Famila Schio    | 75           | 68         |    |    |        |                 |        |        |        |  |
|  | 3                | Meverin Parma       | Meverin Parma       | 78               | 76               |  |  | 3          | Meverin Parma   | Meverin Parma   | 64           | 66         |    |    |        |                 |        |        |        |  |
|  | 6                | Umana Venezia       | Umana Venezia       | 62               | 72               |  |  |            |                 |                 |              |            |    |    |        |                 |        |        |        |  |

### Finale
La serie finale si è disputata dal 14 al 19 maggio 2005
| Faenza 14 maggio 2005, ore 20:30 Gara 1                                      | Penta Faenza | 78 – 82 (d.1t.s.) (21-11, 38-26; 54-44, 67-67) referto | Famila Wuber Schio | PalaBubani (1.800 spett.) |
| \| \| \| \| \| Ballardini 28 Ramon 17 \| Punti \| 29 Taylor 17 dos Santos \| |              |                                                        |                    |                           |
|                                                                              |              |                                                        |                    |                           |
| Ballardini 28 Ramon 17                                                       | Punti        | 29 Taylor 17 dos Santos                                |                    |                           |

| Schio 17 maggio 2005, ore 20:30 Gara 2                        | Famila Wuber Schio | 63 – 55 (14-17, 35-32; 44-41) referto | Penta Faenza | PalaCampagnola (2.300 spett.) |
| \| \| \| \| \| Arnetoli, Moro 14 \| Punti \| 19 Ballardini \| |                    |                                       |              |                               |
|                                                               |                    |                                       |              |                               |
| Arnetoli, Moro 14                                             | Punti              | 19 Ballardini                         |              |                               |

| Schio 19 maggio 2005, ore 20:30 Gara 3                                       | Famila Wuber Schio | 69 – 60 (23-8, 36-24; 47-40) referto | Penta Faenza | PalaCampagnola (3.000 spett.) |
| \| \| \| \| \| Taylor 24 Masciadri 17 \| Punti \| 23 Podrug 17 Ballardini \| |                    |                                      |              |                               |
|                                                                              |                    |                                      |              |                               |
| Taylor 24 Masciadri 17                                                       | Punti              | 23 Podrug 17 Ballardini              |              |                               |

## Play-out
|  | Semifinali | Semifinali          | Semifinali          | Semifinali | Semifinali |  |  | Finale              | Finale              | Finale | Finale | Finale |  |
|  |            |                     |                     |            |            |  |  |                     |                     |        |        |        |  |
|  | 12         | CariChieti          | 69                  | 50         | 60         |  |  |                     |                     |        |        |        |  |
|  | 15         | Profexional Bolzano | 45                  | 67         | 62         |  |  | CariChieti          | CariChieti          | 60     | 69     | 65     |  |
|  | 13         | Coconuda Maddaloni  | Coconuda Maddaloni  | 69         | 71         |  |  | Terra Sarda Alghero | Terra Sarda Alghero | 64     | 64     | 68     |  |
|  | 14         | Terra Sarda Alghero | Terra Sarda Alghero | 56         | 64         |  |  |                     |                     |        |        |        |  |

## Verdetti
- Campione d'Italia:  Famila Schio
Formazione: Penny Taylor, Raffaella Masciadri, Elisabetta Moro, Bethany Donaphin, Cíntia Silva dos Santos, Marta Rezoagli, Nicoletta Caselin, Anna Pozzan, Lorenza Arnetoli, Erica Caracciolo, Chiara Consolini, Michela Marcato. Allenatore: Fabio Fossati.
- Retrocesse in Serie A2:  Copra Alessandria (poi non si iscrive) e ai play-out Carichieti Chieti.
- Vincitrice Coppa Italia:  Famila Schio
- Vincitrice Supercoppa:  Pool Comense